# 북원여자고등학교
북원여자고등학교(北原女子高等學校)는 대한민국 강원특별자치도 원주시 단계동에 있는 공립 고등학교이다.

## 학교 연혁
- 1981년 12월 28일 : 보통과 18학급 설립인가
- 1982년 3월 2일 : 원주초등학교에서 개교 (초대 교장 정현세)
- 1982년 10월 8일 : 원주농고 교사 인수 이전
- 1985년 2월 11일 : 제1회 졸업 (이재숙 외 353명)
- 1995년 3월 1일 : 학칙변경 산업디자인과 2학급 증설인가(총 30학급)
- 1998년 12월 2일 : 국향원 준공
- 1998년 12월 31일 : 급식소 준공
- 2002년 3월 1일 : 학칙변경 영상디자인과 1학급 신설, 보통과 2학급 증설(총 36학급)
- 2009년 3월 1일 : 학칙변경 특수학급 신설(3명 입학)
- 2011년 3월 1일 : 강원도교육청 지정 창의인성교육 분야 시범학교( ~ 2013.02.28)
- 2012년 8월 23일 : 일반계 10학급 인가(1학년)
- 2015년 2월 9일 : 도서관 준공
- 2023년 3월 1일 : 제17대 백경애 교장 취임
- 2023년 12월 27일 : 사격장 준공
- 2025년 1월 6일 : 제41회 졸업식(졸업생 341명, 총 졸업생수 15,703명)
- 2025년 3월 4일 : 일반계 10학급 294명 입학

## 참고 자료
- 북원여자고등학교 - 한국교육학술정보원 학교알리미